# Christina Alvner
Lillemor Christina Alvner, född 2 april 1954 i Fagersta, är en svensk illustratör, serieskapare och författare. Hon har genomgått utbildning vid Gerlesborgsskolan och Konstfackskolan och arbetar som frilansande illustratör. Alvner bor utanför Nora.
Under 14 års tid – 1991–2005 – publicerades strippserien Jycken (skapad tillsammans med Arne Höök) som söndagsserie i Aftonbladet. Denna pilska foxterrier var en återkommande figur även utanför den seriens ramar och syntes under ett antal år som maskot i Aftonbladet (motsvarande Expressens geting).
Sedan 2003 har Alvner fungerat som illustratör för Martin Widmarks barnböcker i serien Nelly Rapp.

## Priser och utmärkelser
- Fagersta kommuns kulturpris 1973
- Bokjuryn kategori 7-9 år 2004
- Bokjuryn kategori 7-9 år 2008
- Bokjuryn kategori 7-9 år 2009